# Torremocha del Pinar
Torremocha del Pinar est une commune d'Espagne de la province de Guadalajara dans la communauté autonome de Castille-La Manche.

## Histoire
En 1507, le peintre Juan Soreda a reçu un premier versement pour le retable de la commune voisine de Luzón, mais certains panneaux sont allés à l'église de Torremocha del Pinar : Annonciation, Visitation, Présentation au Temple et Calvaire. Ils sont jusqu'à présent, la première production connue de Soreda. Ils manifestent la connaissance de l'œuvre de Juan de Borgoña et de Pedro Berruguete, ainsi que la référence à des tableaux italiens, notamment de Marcantonio Raimondi, à qui il emprunte la figure de la Vierge sur le Calvaire.

## Administration
| Période                                  | Période | Identité | Étiquette | Qualité |
| ---------------------------------------- | ------- | -------- | --------- | ------- |
|                                          |         |          |           |         |
| Les données manquantes sont à compléter. |         |          |           |         |